# Intiemhygiëne
Intiemhygiëne is de eufemistische benaming voor het reinigen en verzorgen van het gebied in en rond de vagina door de vrouw en dan vooral met betrekking tot de menstruatie.
De vagina heeft een zuur milieu. Onder normale omstandigheden reinigt de vagina zich zelf. Soms kunnen verstoringen optreden waardoor problemen als irritatie, jeuk, overmatige afscheiding en ongewenste geurtjes kunnen ontstaan.
De vagina hoeft in principe niet inwendig te worden gereinigd. Wil men toch iets doen, gebruik dan alleen water. Het gebruik van zeep en vaginale deodorant veroorzaken juist problemen, deze producten verstoren namelijk de zuurgraad van de vagina. Bij een verstoorde zuurgraad kunnen schimmels die van nature al aanwezig zijn de overhand krijgen. In dat geval kan een vaginale candidainfectie van de vagina ontstaan. Klachten bij een candida-infectie zijn jeuk, branderigheid, roodheid en een meestal witte, brokkelige afscheiding, de witte vloed, ontstaan.
Ook al is de zuurgraad niet veranderd, kan het normale bacteriële milieu toch verstoord raken. Dan ontstaat overgroei van minder gewenste bacteriën. Dat wordt bacteriële vaginose genoemd. Zowel candidiasis als bacteriële vaginose herstellen meestal spontaan na enkele dagen, maar soms kunnen medicijnen nodig zijn.
Minder onschuldige oorzaken van overmatige, veranderde of riekende vaginale afscheiding zijn:
- een infectie met de bacterie Chlamydia trachomatis. Chlamydia is een geslachtsziekte, die met antibiotica moet worden behandeld.
- Gonorroe, een andere geslachtsziekte.
- besmetting met Trichomonas vaginalis: te veel trichomonas kan klachten geven, maar er is nog geen eenstemmigheid over of het echt een geslachtsziekte is.
- toxischeshocksyndroom: Rond 1980 kwamen hier gevallen van voor, doordat tampons te lang niet verwisseld werden.

Bij terugkerende problemen moet altijd de huisarts worden geraadpleegd.
In het verleden (1950) werden middelen als lysol aangeprezen als de oplossing om ongewenste geurtjes tegen te gaan.